# La furia (película de 2025)
La furia es una película española de drama de 2025, dirigida por Gemma Blasco, quien coescribió el guion junto a Eva Pauné. Está protagonizada por Ángela Cervantes y Àlex Monner. Se estrenó en el festival de South by Southwest el 8 de marzo de 2025, y luego se estrenó en cines españoles el 28 de marzo de 2025, con distribución de Filmax.

## Reparto
- Ángela Cervantes como Alex
- Àlex Monner como Adrián
- Eli Iranzo como Madre
- Salim Tamoud como Samir
- Carla Linares como Julia
- Pau Escobar como David
- Ana Torrent como Medea

## Producción
El 17 de octubre de 2023, se anunció que el rodaje de la película La furia había comenzado bajo la dirección de Gemma Blasco. La película está inspirada en experiencias de la propia Blasco, quien fue agredida sexualmente a los 18 años. Ángela Cervantes y Àlex Monner fueron anunciados como los protagonistas de la pelícuBeraldila. El rodaje de la película tuvo lugar en las localidades de Barcelona y Torrevelilla.

## Lanzamiento y marketing
El 23 de enero de 2025, se anunció que La furia tendría su estreno mundial en el festival de South by Southwest el 8 de marzo de 2025. Coincidiendo con el anunció del estreno, Filmax anunció que estrenaría la película en cines españoles el 28 de marzo de 2025. El 30 de enero de 2025, Filmax anunció que la película tendría su estreno en España en el Festival de Málaga el 19 de marzo de 2025. El 4 de febrero de 2025, se anunció que La furia inauguraría el festival D'A Film Festival en Barcelona el 27 de marzo de 2025. El 11 de febrero de 2025, Filmax lanzó el tráiler de la película.